# Filipesrosor
Filipesrosor (Rosa Filipes-Gruppen) är en grupp av rosor som alla härstammar från pergolarosen (Rosa filipes). De är alla kraftiga, engångsblommande klätterrosor med relativt små blommor samlade i stora blomställningar. De kan vara enkelblommiga till halvt fylldblommiga.

## Sorter
- 'Brenda Colvin' (Colvin 1970) - mycket starkväxande med ljust rosa, bleknande blommor som är fylldblommiga.
- 'Kiftsgate' (Murrell 1954) - sorten är en sport av pergolarosen. Mycket starkväxande med vita, enkla blommor. Bildar nypon.
- 'Lenfiro' (Lens 1986) - säljs också under namnen DENTELLE DE MALINES och 'Lens Pink'. Sorten har ljust rosa och är halvt fylldblommig. Doften är medelstark.
- 'Lengra' (Lens 1985) - säljs under varumärkesnamnet THE SONGBIRD ROSE och kallas även 'Pleine de Grâce'. Vita, enkla blommor. Starkt doftande.